# Rally dell'Acropoli 2011
Il Rally dell'Acropoli 2011 è stata la settima tappa del Campionato mondiale di rally 2011. Il rally si è disputato dal 17 giugno al 19 giugno; è partito da Loutraki, a 85 km dalla capitale greca, Atene. Il rally è stato inoltre la quarta tappa del Campionato mondiale di rally Super 2000. Il rally dell'Acropoli è tornato in calendario quest'anno dopo non essere stato svolto durante la passata stagione.
Sébastien Ogier si è aggiudicato la terza vittoria in un rally su sette, avendo sorpassato il compagno di squadra e pluriridato Sébastien Loeb, il giorno finale del rally. Il margine, al termine dell'evento, tra il vincitore ed il secondo classificato è stato di 10.5 secondi, con Mikko Hirvonen, in terza posizione, tre secondi più lontano rispetto al campione del mondo. Juho Hänninen ha conquistato il SWRC con un piazzamento finale WRC pari all'ottavo posto.

## Risultati

### Classifica
| Pos      | Pilota              | Co-pilota            | Auto                      | Tempo     | Distacco | Punti |
| -------- | ------------------- | -------------------- | ------------------------- | --------- | -------- | ----- |
| 1.       | Sébastien Ogier     | Julien Ingrassia     | Citroën DS3 WRC           | 4:04:44.3 | 0.0      | 28    |
| 2.       | Sébastien Loeb      | Daniel Elena         | Citroën DS3 WRC           | 4:04:54.8 | 10.5     | 20    |
| 3.       | Mikko Hirvonen      | Jarmo Lehtinen       | Ford Fiesta RS WRC        | 4:04:57.8 | 13.5     | 16    |
| 4.       | Petter Solberg      | Chris Patterson      | Citroën DS3 WRC           | 4:05:23.1 | 38.8     | 12    |
| 5.       | Henning Solberg     | Ilka Minor           | Ford Fiesta RS WRC        | 4:10:09.0 | 5:24.7   | 10    |
| 6.       | Matthew Wilson      | Scott Martin         | Ford Fiesta RS WRC        | 4:11:39.0 | 6:54.7   | 8     |
| 7.       | Kimi Räikkönen      | Kaj Lindström        | Citroën DS3 WRC           | 4:13:13.7 | 8:29.4   | 6     |
| 8.       | Juho Hänninen       | Mikko Markkula       | Škoda Fabia S2000         | 4:16:19.0 | 11:34.7  | 4     |
| 9.       | Jari-Matti Latvala  | Miikka Anttila       | Ford Fiesta RS WRC        | 4:17:53.1 | 13:08.8  | 2     |
| 10.      | Dennis Kuipers      | Frédéric Miclotte    | Citroën DS3 WRC           | 4:19:54.4 | 15:10.1  | 1     |
| SWRC     |                     |                      |                           |           |          |       |
| 1. (8.)  | Juho Hänninen       | Mikko Markkula       | Škoda Fabia S2000         | 4:16:19.0 | 0.0      | 25    |
| 2. (11.) | Bernardo Sousa      | António Costa        | Ford Fiesta S2000         | 4:21:13.6 | 4:54.6   | 18    |
| 3. (13.) | Frigyes Turán       | Gábor Zsiros         | Ford Fiesta S2000         | 4:22:36.3 | 6:17.3   | 15    |
| 4. (14.) | Hermann Gassner Jr. | Kathi Wüstenhagen    | Škoda Fabia S2000         | 4:23:27.7 | 7:08.7   | 12    |
| 5. (15.) | Martin Prokop       | Jan Tománek          | Ford Fiesta S2000         | 4:25:17.4 | 8:58.4   | 10    |
| 6. (16.) | Nasser Al-Attiyah   | Giovanni Bernacchini | Ford Fiesta S2000         | 4:26:23.9 | 10:04.9  | 8     |
| 7. (18.) | Eyvind Brynildsen   | Cato Menkerud        | Škoda Fabia S2000         | 4:37:41.5 | 21:22.5  | 6     |
| 8. (23.) | Karl Kruuda         | Martin Järveoja      | Škoda Fabia S2000         | 5:06:22.1 | 50:03.1  | 4     |
| 9. (24.) | Albert Llovera      | Diego Vallejo        | Abarth Grande Punto S2000 | 5:10:50.5 | 54:31.5  | 2     |

### Prove speciali
| Giorno                 | Prova | Ora   | Nome                       | Lunghezza | Vincitore          | Tempo   | V. media    | Leader del rally |
| ---------------------- | ----- | ----- | -------------------------- | --------- | ------------------ | ------- | ----------- | ---------------- |
| Frazione 1 (17 giugno) | PS1   | 9:08  | Thiva 1                    | 23.60 km  | Petter Solberg     | 16:39.9 | 84.97 km/h  | Petter Solberg   |
| Frazione 1 (17 giugno) | PS2   | 11:01 | Elatia                     | 39.10 km  | Petter Solberg     | 27:42.6 | 84.66 km/h  | Petter Solberg   |
| Frazione 1 (17 giugno) | PS3   | 13:39 | Eleftherohori              | 18.10 km  | Petter Solberg     | 11:20.6 | 95.74 km/h  | Petter Solberg   |
| Frazione 1 (17 giugno) | PS4   | 14:28 | Rengini                    | 11.88 km  | Petter Solberg     | 8:40.1  | 92.95 km/h  | Petter Solberg   |
| Frazione 1 (17 giugno) | PS5   | 16:15 | Thiva 2                    | 23.60 km  | Sébastien Ogier    | 16:39.5 | 85.00 km/h  | Petter Solberg   |
| Frazione 1 (17 giugno) | PS6   | 17:48 | Mavrolimni                 | 25.05 km  | Sébastien Loeb     | 18:18.5 | 82.09 km/h  | Petter Solberg   |
| Frazione 2 (18 giugno) | PS7   | 11:02 | Klenia Mycenae 1           | 17.41 km  | Sébastien Ogier    | 11:36.2 | 90.03 km/h  | Petter Solberg   |
| Frazione 2 (18 giugno) | PS8   | 12:05 | Ghymno 1                   | 26.28 km  | Sébastien Ogier    | 18:34.3 | 84.90 km/h  | Petter Solberg   |
| Frazione 2 (18 giugno) | PS9   | 13:20 | Kefalari 1                 | 18.40 km  | Sébastien Ogier    | 13:42.9 | 80.50 km/h  | Petter Solberg   |
| Frazione 2 (18 giugno) | PS10  | 16:20 | Klenia Mycenae 2           | 17.41 km  | Jari-Matti Latvala | 11:20.0 | 92.17 km/h  | Sébastien Ogier  |
| Frazione 2 (18 giugno) | PS11  | 17:23 | Ghymno 2                   | 26.28 km  | Sébastien Loeb     | 18:11.6 | 86.67 km/h  | Sébastien Ogier  |
| Frazione 2 (18 giugno) | PS12  | 18:38 | Kefalari 2                 | 18.40 km  | Sébastien Ogier    | 13:25.2 | 82.27 km/h  | Sébastien Ogier  |
| Frazione 2 (18 giugno) | PS13  | 21:33 | Nea Politia                | 17.71 km  | Jari-Matti Latvala | 12:50.9 | 82.70 km/h  | Sébastien Loeb   |
| Frazione 3 (19 June)   | PS14  | 9:03  | Aghii Theodori 1           | 19.42 km  | Jari-Matti Latvala | 12:49.5 | 90.85 km/h  | Sébastien Ogier  |
| Frazione 3 (19 June)   | PS15  | 9:34  | New Pissia 1               | 11.37 km  | Jari-Matti Latvala | 8:15.1  | 82.67 km/h  | Sébastien Loeb   |
| Frazione 3 (19 June)   | PS16  | 12:05 | Aghii Theodori 2           | 19.42 km  | Mikko Hirvonen     | 12:33.7 | 92.76 km/h  | Sébastien Ogier  |
| Frazione 3 (19 June)   | PS17  | 12:36 | New Pissia 2               | 11.37 km  | Jari-Matti Latvala | 8:04.5  | 84.48 km/h  | Sébastien Ogier  |
| Frazione 3 (19 June)   | PS18  | 14:11 | New Loutraki (Power stage) | 4.00 km   | Sébastien Ogier    | 2:22.7  | 100.91 km/h | Sébastien Ogier  |

### Power Stage
La "Power stage" è stata una tappa in diretta televisiva della lunghezza di 4.00 km, corsa alla fine del rally, e tenutosi a Loutraki.
| Pos | Pilota          | Tempo  | Distacco | V. media    | Punti |
| --- | --------------- | ------ | -------- | ----------- | ----- |
| 1   | Sébastien Ogier | 2:22.7 | 0.0      | 100.91 km/h | 3     |
| 2   | Sébastien Loeb  | 2:22.7 | 0.0      | 100.91 km/h | 2     |
| 3   | Mikko Hirvonen  | 2:23.1 | +0.4     | 100.63 km/h | 1     |

## Classifiche Mondiali

### Piloti
| Pos | Pilota               | Punti |
| --- | -------------------- | ----- |
| 1   | Sébastien Loeb       | 146   |
| 2   | Mikko Hirvonen       | 129   |
| 3   | Sébastien Ogier      | 124   |
| 4   | Jari-Matti Latvala   | 76    |
| 5   | Petter Solberg       | 74    |
| 6   | Mads Østberg         | 48    |
| 7   | Matthew Wilson       | 36    |
| 8   | Kimi Räikkönen       | 24    |
| 9   | Henning Solberg      | 20    |
| 10  | Federico Villagra    | 20    |
| 11  | Juho Hänninen        | 12    |
| 12  | Dani Sordo           | 8     |
| 13  | Martin Prokop        | 7     |
| 14  | Ott Tänak            | 7     |
| 15  | Per-Gunnar Andersson | 6     |
| 16  | Khalid Al Qassimi    | 5     |
| 17  | Dennis Kuipers       | 4     |
| 18  | Hayden Paddon        | 2     |
| 19  | Bernardo Sousa       | 1     |
| 20  | Patrik Flodin        | 1     |

### Costruttori
| Pos | Team                                  | Punti |
| --- | ------------------------------------- | ----- |
| 1   | Citroën Total World Rally Team        | 250   |
| 2   | Ford Abu Dhabi World Rally Team       | 195   |
| 3   | M-Sport Stobart Ford World Rally Team | 87    |
| 4   | Petter Solberg World Rally Team       | 61    |
| 5   | ICE 1 Racing                          | 34    |
| 6   | Munchi's Ford World Rally Team        | 32    |
| 7   | Team Abu Dhabi                        | 19    |
| 8   | FERM Power Tools World Rally Team     | 14    |
| 9   | Monster World Rally Team              | 8     |
| 10  | Brazil World Rally Team               | 1     |

### Piloti S-WRC
| Pos | Pilota              | Punti |
| --- | ------------------- | ----- |
| 1   | Juho Hänninen       | 61    |
| 2   | Martin Prokop       | 50    |
| 3   | Bernardo Sousa      | 43    |
| 4   | Karl Kruuda         | 42    |
| 5   | Ott Tänak           | 40    |
| 6   | Hermann Gassner Jr. | 37    |
| 7   | Frigyes Turán       | 21    |
| 8   | Nasser Al-Attiyah   | 20    |
| 9   | Eyvind Brynildsen   | 16    |
| 10  | Albert Llovera      | 14    |